# Берта (графиня Арлю)
Берта (фр. Berthe d'Arles; бл. 910–965) — графиня Арлю в 931—965 роках.

## Життєпис
Походила з роду Бозонідів. Старша донька Бозона, маркграфа Тоскани, графа Арлю і Авіньйона, та його другої дружини Вілли II Бургундської (доньки короля Рудольфа I). Народилася близько 910/912 року. Між 924 та 928 роками вийшла заміж за Бозона, брата Рауля I, короля Західнофранкської держави.
931 року після смерті батька успадкувала графства Арль і Авіньйон. 933 року передала управління ними чоловікові. У 933/936 році Бозон помирає. Близько 946 року Берта знову виходить заміж — за представника Рцерзького дому. Титулувала себе графинею Арль до самої смерті 965 року, незважаючи на відсутність фактичної влади.

## Родина
1. Чоловік — Бозон.
Дітей не було.
2. Чоловік — Раймунд II, граф Руергу.
Діти:
- Раймунд (д/н—1010)
- Ерменгарда, дружина Бурреля, графа Паллара
- Аделаїда, дружина Рожера, графа Фуа та Каркассон